# Igor Alexandrowitsch Wuloch

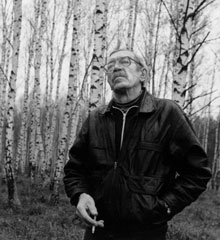
Igor Wuloch

Igor Alexandrowitsch Wuloch (auch Igor Vulokh, russisch Игорь Александрович Вулох; * 3. Januar 1938 in Kasan; † 28. November 2012) war ein russischer Künstler.

## Leben
Wulochs Vater, Alexander Nikolajewitsch Wuloch war beim Militär. Er fiel im Zweiten Weltkrieg an der Front, als der Sohn sechs Jahre alt war. Er wuchs mit der Mutter, Lidija Iwanowna Malyschewa-Wuloch, auf. Die Kindheit von Wuloch war in der Kriegs- und Nachkriegszeit. Die Mutter musste an zwei Stellen arbeiten, um die Familie zu versorgen.
1953 besuchte Wuloch die Kunstschule in Kasan. Nach Beendigung der Kunstausbildung in der Malerei zog Wuloch nach Moskau und begann ein Studium am Gerassimow-Institut für Kinematographie. Er wollte so die Wehrpflicht umgehen. 1961 war in den Sälen der Union der Künstler von Moskau Wulochs erste persönliche Ausstellung zu sehen. Wuloch begann dann theologische Werke zu studieren. 1970 begann er in der Geistlichen Akademie als Assistent auf dem Lehrstuhl der westlichen Glaubensbekenntnisse zu arbeiten.
Igor Wuloch ließ sich von seiner ersten Frau scheiden und heiratete Natalja Pawlowna Kutusowa, kurz bevor im Jahre 1973 ihre Tochter Alexandra geboren wurde. 1984 heiratete er zum dritten Mal: Natalja Tukolkina-Ochota. Ein Jahr später wurde ihre Tochter geboren.
Die Veränderungen im politischen Leben des Landes Ende der 1980er-, Anfang der 1990er-Jahre lösten eine Welle von Ausstellungen der russischen Avantgarde und des Untergrundes in Russland aus, in denen auch die Arbeiten von Igor Wuloch ausgestellt wurden. Das internationale Kollegium der Maler verlieh ihm 1993 das Stipendium des Kulturministeriums des Bundeslandes Brandenburg. Der Maler wohnte einige Monate in Deutschland, wo er großformatige Bilder schuf, die er in Moskau wegen der engen räumlichen Verhältnisse nicht hätte erarbeiten können. Anfang 1994 schuf Wuloch eine graphische Serie zu den Gedichten von Tomas Tranströmer. Im darauf folgenden Jahr fand eine Ausstellung zur Arbeit Igor Wuloch im Museum für Zeitgenössische Kunst in Silkeborg, Dänemark, statt.
Wuloch lebte als freier Künstler in Moskau.

## Ausstellungsbeteiligungen
- 2011 Unofficial Meeting im Russischen Museum, Sankt Petersburg.
- 2009 Moscow museum of modern art – MMOMA, Moskau
- 2008 Museum der aktuellen Kunst ART4.RU, Moskau
- 1995 Kunstmuseum, Silkeborg, Dänemark

## Sammlungen
- Tretjakow-Galerie, Moskau.
- Russisches Museum, Sankt Petersburg.
- Museum der aktuellen Kunst ART4.RU, Moskau.
- Staatliches Kunstmuseum, Tscheboksary.
- Kunstmuseum, Silkeborg, Dänemark.
- Sammlung Evgeny Nutovich, Moskau.
- Sammlung Costaki, Athen, Griechenland.

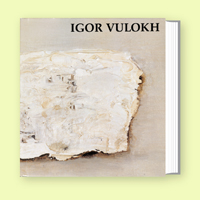
Monographie wichtigsten Werke
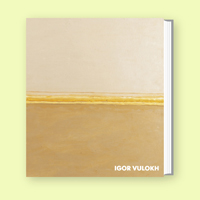
Katalog und Lebensbeschreibung

## Publikationen
- Igor Vulokh. Monographie. Hrsg.: Nadja Brykina. Beiträge: Nadja Brykina, Urs Häner, Michael Bode und Gennadij Ajgi. 2001: M, N & O Art Publishing Co. Ltd, Deutsch/Englisch, Russisch/Französisch, ISBN 5-85275-133-2 (Monographie über das Leben und Schaffen des Künstlers)
- Igor Vulokh. Katalog. Hrsg.: Nadja Brykina. Beiträge: Troels Andersen, Nadja Brykina. 2007: Nadja Brykina Gallery AG. Deutsch/Englisch: ISBN 978-3-9523155-2-1; Russisch/Französisch: ISBN 978-3-9523155-3-8 (Katalog mit weiteren interessanten Fakten zum Leben des Künstlers, veröffentlicht zur Einzelausstellung von Igor Vulokh in der Nadja Brykina Gallery)